# Elsa Olenius-sällskapet
Elsa Olenius-sällskapet är en vänförening till Vår teater. Föreningen bildades 1988 och har som syfte att i Elsa Olenius anda arbeta för barns rätt till kultur, främja barns skapande verksamhet, uppmuntra arbetsinsatser inom barn- och ungdomsteatern där barn och ungdomar spelar teater för och med varandra samt värna om barn- och ungdomsteatern på Vår Teater, numera inom Kulturskolan i Stockholm.
Föreningen stöttar Vår Teaters verksamhet genom att bevilja ekonomiska bidrag till behjärtansvärda ändamål efter ansökan från personal inom Vår Teater/ Kulturskolans teaterverksamhet. 

## Pingvinpriset
Under föreningens årsmöte utdelas ett hederspris, Pingvinen, en pingvinskulptur, tillverkad av Lena Andersson (keramiker) till en person eller en verksamhet som på stått för extraordinära arbetsinsatser inom barn- och ungdomskulturområdet.

## Pristagare
- 1988 Olga Petterson, Karin Notini, Maj Samzelius, teaterföreståndare inom Vår Teater.
- 1989 Astrid Lindgren, författare. Astrid Lindgren samarbetade med Elsa Olenius på Vår Teater från starten 1942.
- 1990 Eivor Ternberg, lärare och pedagog
- 1991 Marianne Söderbäck, dramapedagog, författare av barnböcker och dramatik för barn och ungdom.
- 1992 Anne-Marie Rangström, dramapedagog, dramatiseringar av böcker för barn och ungdom.
- 1993 Towan Obrador, verksam på Gotland med barnkultur.
- 1994 Harriette Maniette Söderblom, bibliotekarie, beskyddare av Astrid Lindgrenrummets boksamling på Medborgarplatsens bibliotek. Där finns alla förstaupplagor av hennes böcker.
- 1995 Eva Jalmar, pedagog, ledare av teatergrupp för utvecklingsstörda ungdomar, Carmen i Sundsvall
- 1996 Olle Johansson, fd ordförande i EO-sällskapet, skådespelare och regissör, chef Norrköping- Linköpings stadsteater.
- 1998 Stefan Nordin, dramapedagog och skapare av videoverkstad för ungdomar.
- 2001 Margareta Krantz, TV-producent och filmskapare. Filmer om Elsa Olenius och Astrid Lindgren.
- 2002 Solvei Teleman, konsulent på Vår Teater och Per Gustavsson, alias berättaren Mickel i Långhult.
- 2003 Kjell Stjernholm, pedagog och skapare av Moomsteatern med utvecklingsstörda  i Malmö, samt Berit Lundgren, dramapedagog, dramatiseringar med stora barngrupper i skolor i Stockholm.
- 2005 Günter Wetzel, utbildad dockteaterspelare och kreatör från Östtyskland. Föreståndare på Vår Teater Medborgarplatsen med många gästspel utomlands, bland annat forna Jugoslavien och Indien.
- 2006 Bo Söderberg, skapare av de första riktlinjerna för Stockholms Stads Barnteater/ Vår Teater. Teaterföreståndare VT Årsta. Arbetat med drama med skolungdomar i Jämtland. Bildlärare.
- 2007 Helén Dejke, arbetat med barn på Stockholms stadsbibliotek. Sagoberättare och lek med rim/ ramsor och ritsagor på Kulturhuset och ett flertal barnavdelningar. Boken ”Berätta för barnen”.
- 2008 Anita Wall, Dramatenskådespelerska. Den första Pippi Långstrump på Vår Teater. Eldsjäl!
- 2009 Ing-Mari Tirén, regissör, dockspelare och scenograf. Initiativtagare och skapare av Dockteater Tittut i Stockholm. Turnéverksamhet i hela landet och gästspel utomlands.
- 2010 Rose Lagercrantz, författare och dramapedagog. 21 år som pedagog inom Vår Teater samt författare av en lång rad populära barnböcker.
- 2011 Gunilla Forssblad, dramapedagog vid Vår Teater och eldsjäl särskilt för teatergrupper med ungdomar.
- 2013 Birgitta Lübeck, teaterpedagog och chef på Vår Teater Östermalm, regissör.
- 2014 Kjerstin Kraft, teaterpedagog På Vår Teater framför allt på Vår Teater Östermalm.
- 2016 Michael Gerdin, teaterassistent teknik/scenografi på Vår Teater Medborgarhuset och Kulturskolan Stockholm främst på Södermalm.
- 2017 Martin Hellström, lektor i barnlitteratur.
- 2018 Cia Frode, teaterpedagog, enhetschef, producent m.m. .[2]